# Akinobu Uraka
Akinobu Uraka (有楽 彰展 Uraka Akinobu?), nacido el 22 de septiembre de 1977 en la prefectura de Hyōgo, es un mangaka japonés, reconocido por la creación de Tokyo Underground. Ganó uno de dos grandes premios en la cuarta entrega de Enix 21st Century Manga Awards en 1997 por su trabajo Yojō Maho Shoriban (el otro ganador fue Diachiken Ise). Esta historia fue posteriormente publicada en 1997 en el número de febrero de Monthly G Fantasy.
En 2002, Tokyo Underground fue adaptado a una serie anime de televisión, transmitida por el canal TV Tokyo. Uraka hizo una aparición como un estudiante en el primer episodio de la serie.

## Trabajos
- Yojō Mahō Shoriban (余剰魔法処理班?) (1997, Monthly G Fantasy)
- Tokyo Underground (14 volumes, enero de 1998 - marzo de 2005, Monthly Shōnen Gangan)
- Onikiri-sama no Hakoiri Musume (irregularmente desde julio de 2006 en Monthly Shōnen Gangan)